# Lobothorax laevis
Lobothorax laevis är en kräftdjursart som beskrevs av Richardson1910. Lobothorax laevis ingår i släktet Lobothorax och familjen Cymothoidae.
Artens utbredningsområde är Bengaliska viken. Inga underarter finns listade i Catalogue of Life.